# Час побачень
Час побачень (рос. Время свиданий) — радянський художній фільм 1986 року, знятий на Свердловській кіностудії.

## Сюжет
У провінційне містечко на старій фронтовій машині «Вілліс» приїжджає ветеран Німецько-радянської війни Аполлон Голуб, щоб відвідати колишнього командира. Машина привертає увагу підлітка Валерки Йолкіна. Він викрадає її і потрапляє в аварію. Так відбувається знайомство хлопчака і старого фронтовика, яке переросло в справжню дружбу.

## У ролях
- Микола Скоробогатов — Аполлон Голуб
- Сергій Камаєв — Валерка Йолкін
- Вікторія Гуляєва — Жанна Сергіївна, вчителька
- Марія Виноградова — Макавеїха, сусідка Валерки, яка здала кімнату Аполлону
- Майя Булгакова — Михайлівна, сусідка Йолкіна по двору, господиня собаки
- Леонід Рибников — управдом
- Микола Лебедєв — командир
- Юрій Григор'єв — батько Валерки
- Наталія Потапова — мати Валерки
- Сергій Бистрицький — Славік, залицяльник вчительки Жанни Сергіївни, автомеханік
- Олена Вєткіна — Оксана

## Знімальна група
- Режисер — Сергій Селіверстов
- Сценарист — Юрій Яковлєв
- Оператор — Володимир Макеранець
- Художник — Михайло Розенштейн